# Fabrizio Salvadori
Fabrizio Salvadori ist ein ehemaliger italienischer Bogenbiathlet.
Fabrizio Salvadori begann 1989 mit dem Bogenbiathlonsport und startete für Società Arco Club Valdigne. Bei den erstmals ausgetragenen Weltmeisterschaften im Bogenbiathlon im Jahr 1998 in Cogne gewann er bei der Heim-WM im ersten Wettbewerb, dem Einzel, hinter Alberto Peracino und Daniele Conte bei einem italienischen Dreifachsieg die Bronzemedaille und mit Peracino sowie Francesco Semenzato den Titel im Staffelwettbewerb. Damit gewann er in beiden ausgetragenen Rennen eine Medaille und war nach Doppelweltmeister Paracino erfolgreichster Teilnehmer. Den Staffeltitel gewann er bei der WM 1999 in Bessans mit Peracino und Conte erneut den Weltmeistertitel. Bei den ersten Europameisterschaften 2000 in Pokljuka gewann er mit dem Einzel den ersten vergebenen Titel vor Sebastien Gardoni und Andrej Zupan. Auch bei den Weltmeisterschaften 2001 in Kubalonka gewann er mit Silber hinter Russland an der Seite von Alessandro Morassi, Conte und Perracino erneut eine Staffelmedaille.
Salvadori ist mit Edmea Ollier verheiratet, deren Trainer er zu deren aktiver Zeit er auch war. Das Paar hat einen gemeinsamen Sohn.